# Полюшко
Полю́шко (крим. Polüşko) — село в Україні, у Бахчисарайському районі Автономної Республіки Крим. Населення становить 1595 осіб. Площа села — 135,6 гектари.

## Географія
Розташоване на півночі Севастополя, на правому схилі долини річки Кача в нижній течії, висота центру села над рівнем моря 23 м. Через село проходить автодорога Т 0117 Північна — Саки, відстань до Севастополя близько 15 км (Бартеньєвка, Північна сторона). Сусідні населені пункти — за автотрасою, на південний захід Орловка, зв 1,5 кілометрів південніше Вишневе.

## Історія
Село засноване в повоєнний час, назва вважається похідним від назви радгоспу ім. Поліни Осипенко, у складі якого село було створене.
У 2023 році у проєкті Постанови Верховної Ради України «Про перейменування деяких населених пунктів Автономної Республіки Крим» село запропоновано перейменувати на Яни Мамашай.